# 스팬드럴

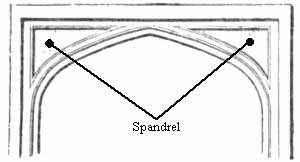
튜더 아치의 스팬드럴

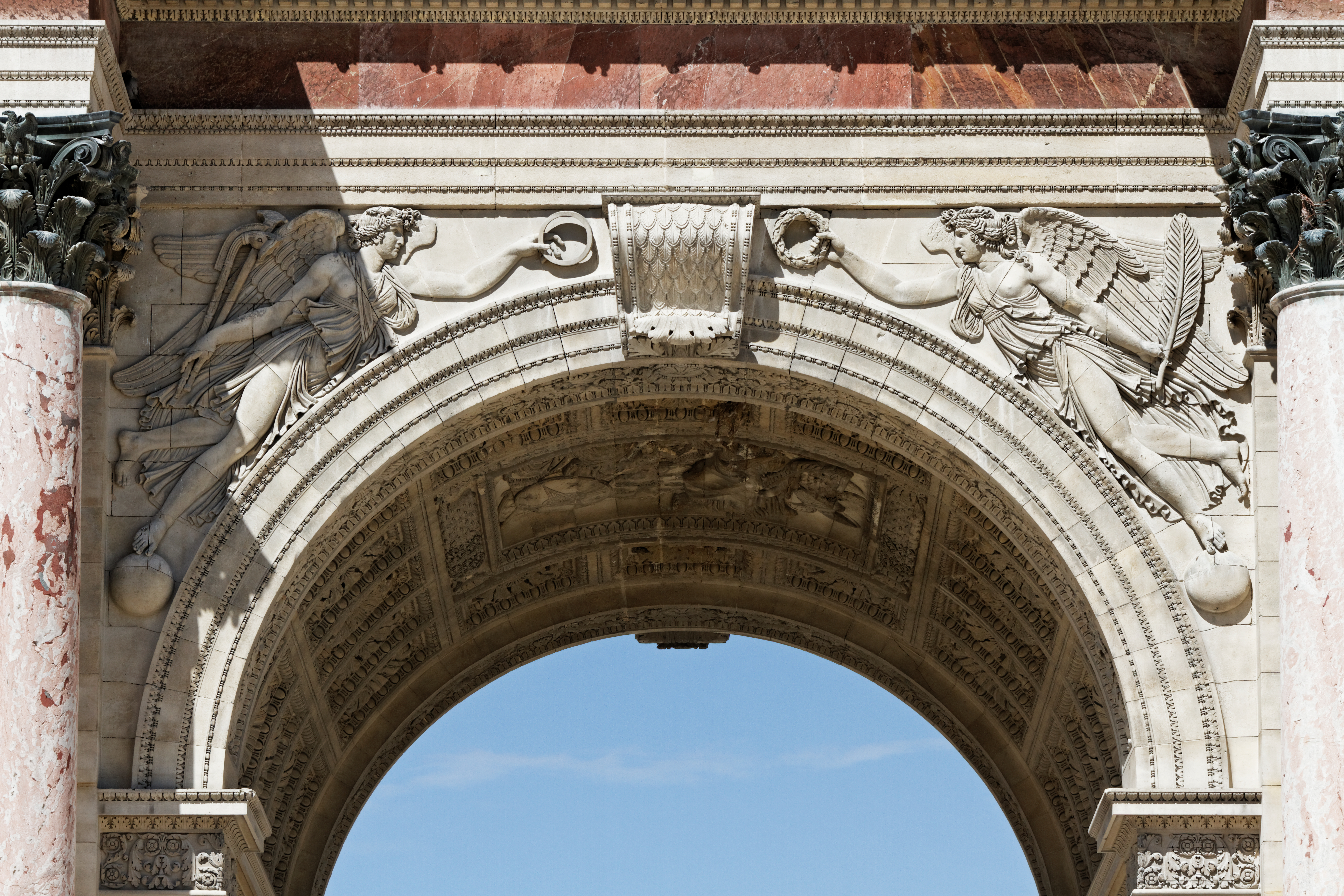
파리 카루젤 개선문의 날개달린 빅토리아 조각이 새겨진 스팬드럴

스팬드럴(Spandrel)은 일반적으로 아치의 상단과 직사각형 프레임 사이, 인접한 두 개의 아치의 상단 사이, 또는 정사각형 내의 원 사이의 네 공간 중 하나에서 쌍으로 있는 세모꼴의 면을 말한다. 공복(拱腹)이라고도 하며 외부보를 지칭하기도 한다. 스팬드럴은 보통 장식으로 꾸며져 있다.

## 의미
건축과 미술사에서 '스팬드럴'이라는 용어에는 4~5가지의 동계어 의미가 있는데, 대부분은 곡선 도형과 직사각형 경계 사이의 공간과 관련이 있다. 예를 들어, 아치의 곡선과 직선 경계 몰딩 사이의 공간, 아케이드에서 인접한 아치로 둘러싸인 벽 공간과 그 위의 줄이나 몰딩 사이의 공간, 카펫의 중앙 메달리온과 직사각형 모서리 사이의 공간, 시계의 원형 면과 후드로 드러난 정사각형의 모서리 사이의 공간 등이 있다. 또한 계단 아래에 다른 계단이 없을 경우 그 아래 공간도 스팬드럴이라고 한다.

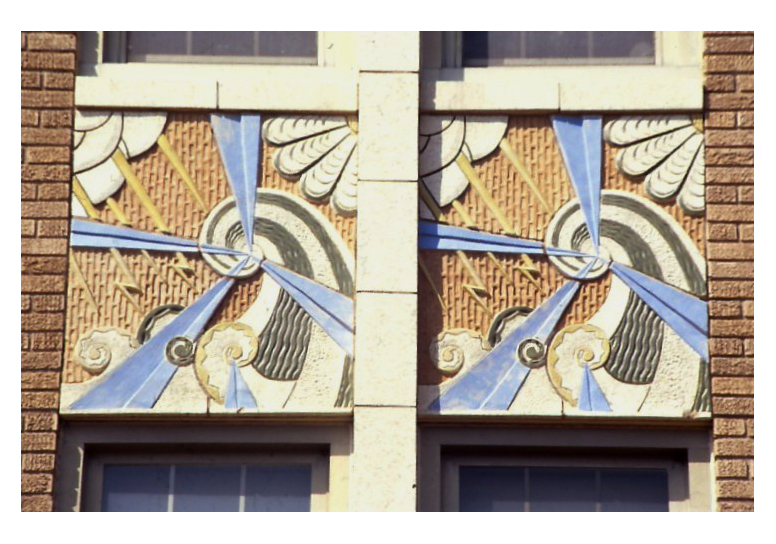
층 사이의 스팬드럴 패널, 화려한 장식으로 조각되어 있다.

스팬드럴이라는 용어는 2층 이상의 건물에서 한 층의 창문 상단과 위층의 창문 창틀 사이의 공간을 나타내는 데에도 사용된다. 이 용어는 일반적으로 스팬드럴에 조각된 패널 또는 기타 장식 요소가 있거나 창문과 창문 사이의 공간에 불투명하거나 반투명한 유리로 채워질 때 사용되는데, 이러한 유리를 "스팬드럴 유리"라고 한다. 또한 콘크리트나 강철 구조에서, 일반적으로 외벽 하중을 지탱하는 기둥에서 기둥으로 확장되는 외부보를 "스팬드럴 빔"이라고 한다.
건축 장식에서 기둥 사이의 내부 및 외부 개구부 위에 걸려 있는 수평 장식 요소를 스팬드럴이라고 하는데 톱질한 나무, 공과 장부촉, 스핀들(Spindle)로 만들 수 있다. 나무로 만든 장식용 스팬드럴은 진저브레드 스팬드럴이라고 하며 아치 형태인 경우 진저브레드 아치 스팬드럴이라고 한다. 수직으로 세워진 고딕 양식의 문 위의 스팬드럴은 일반적으로 화려하게 장식되어 있다. 옥스퍼드 대학의 모들린 칼리지에는 천공된 스팬드럴이 하나 있다. 문의 스팬드럴은 장식 기간에 장식되기도 하지만 문 자체의 구성 중 일부를 형성하는 경우는 드물며 일반적으로 라벨 위에 있다.
진화생물학자 스티븐 제이 굴드와 리처드 르원틴은 아치를 둥글게 배열하면서 생긴 부수적인 공간을 채우기 위해 자연스럽게 만들어져 중요한 기능을 하는 베네치아의 산마르코 대성당의 스팬드럴처럼 생물의 진화 과정에서도 자연선택과는 직접적인 관련없이 부수적으로 발생한 특징들이 생물의 중요한 기능이 되는 경우가 있다고 주장하면서 이러한 특성을 지칭하는 스팬드럴이라는 생물학적 용어를 만들어냈다.

## 돔
스팬드럴은 돔 건설에도 사용되기도 하며 일반적으로 중세 시대 이후의 웅장한 건축물에 사용됐다. 돔이 정사각형이나 직사각형 토대 위에 놓여야 하는 경우, 돔을 지지 기둥 위로 들어올렸고, 펜덴티브라고 불리는 3차원 스팬드럴이 돔의 무게를 받아 기둥으로 집중시켰다.